# 700

700(칠백)은 699보다 크고 701보다 작은 자연수다.

## 수학
- 합성수로, 그 약수는 총 18개다. (1, 2, 4, 5, 7, 10, 14, 20, 25, 28, 35, 50, 70, 100, 140, 175, 350, 700)
  - 700의 진약수의 합은 1036이므로, 700은 과잉수다.
- {\displaystyle 700=167+173+179+181}
  - 연속하는 네 소수(素數)의 합으로 나타낼 수 있으며, 이 성질을 지닌 앞의 수는 682, 다음 수는 724다.
- 자릿수 제곱합이 제곱수인 63번째 자연수다. ({\displaystyle 7^{2}+0^{2}+0^{2}=7^{2}}) 이 성질을 지닌 앞의 수는 692, 다음 수는 744다. (OEIS의 수열 A175396)
- 하샤드 수다.
- {\displaystyle 99^{2}-1}은 700으로 나누어떨어진다.

## 과학
- NGC 700(영어판): 안드로메다자리 방향에 있는 렌즈형은하.

## 교통

### 철도
- 700계: 일본에서 숫자 700을 사용하는 철도 차량들을 일컫는 용어.
  - 신칸센 700계 전동차

### 도로
- 대구외곽순환고속도로의 노선 번호.
- 현도 제700호선

## 군사
- 700 해군 항공대(영어판): 영국의 해군 항공대.

## 문화유산
- 대한민국의 보물 제700호: 선림보훈

## 기타
- 연도: 700년, 기원전 700년
- 700년대
- 한국십진분류법에서 언어에 관한 책들이 분류되는 번호.

## 700번대의 다른 자연수
- 700번대 자연수 중 쌍둥이 소수쌍은 없다.

### 701~709
- 701 (칠백일, DCCI, 2BD16): 126번째 소수.
  - 피타고라스 삼조의 빗변의 길이. ({\displaystyle 701^{2}=260^{2}+651^{2}})
- 702 (칠백이, DCCII, 2BE16) = 2×33×13
  - 연속하는 두 자연수(26, 27)의 곱.
- 703 (칠백삼, DCCIII, 2BF16) = 19×37, 213번째 반소수.
  - 7번째 카프리카 수, 37번째 삼각수.
  - {\displaystyle 703^{2}=494209}이며, {\displaystyle 494+209=703}이므로 703은 카프리카 수다.
- 704 (칠백사, DCCIV, 2C016) = 26×11
- 705 (칠백오, DCCV, 2C116) = 3×5×47
  - 92번째 쐐기수.
- 706 (칠백육, DCCVI, 2C216) = 2×353
  - 214번째 반소수.
- 707 (칠백칠, DCCVII, 2C316) = 7×101
  - 회문수, 215번째 반소수.
- 708 (칠백팔, DCCVIII, 2C416) = 22×3×59
  - 56번째 불가촉수.
- 709 (칠백구, DCCIX, 2C516): 127번째 소수.
  - 31번째 슈퍼 소수.
  - 피타고라스 삼조의 빗변의 길이. ({\displaystyle 709^{2}=259^{2}+660^{2}})

### 710~719
- 710 (칠백십, DCCX, 2C616) = 2×5×71
  - 93번째 쐐기수.
- 711 (칠백십일, DCCXI, 2C716) = 32×79
- 712 (칠백십이, DCCXII, 2C816) = 23×89
  - 73 이하의 모든 소수의 합.
- 713 (칠백십삼, DCCXIII, 2C916) = 23×31
  - 216번째 반소수.
- 714 (칠백십사, DCCXIV, 2CA16) = 2×3×7×17
  - 57번째 불가촉수.
- 715 (칠백십오, DCCXV, 2CB16) = 5×11×13
  - 94번째 쐐기수, 22번째 오각수, 13번째 십일각수, 10번째 육각뿔수, 10번째 오포체수.
- 716 (칠백십육, DCCXVI, 2CC16) = 22×179
- 717 (칠백십칠, DCCXVII, 2CD16) = 3×239
  - 회문수, 217번째 반소수
- 718 (칠백십팔, DCCXVIII, 2CE16) = 2×359
  - 218번째 반소수, 58번째 불가촉수.
- 719 (칠백십구, DCCXIX, 2CF16): 128번째 소수.
  - 32번째 소피 제르맹 소수(↔ 1439), 21번째 안전 소수(↔ 359).

### 720~729
- 720 (칠백이십, DCCXX, 2D016) = 24×32×5
  - 6! = 720
  - 14번째 고도 합성수.
  - 연속하는 세 자연수(8, 9, 10)의 곱, 연속하는 두 십육각수(16, 45)의 곱.
  - 육각형의 모든 내각의 합.
- 721 (칠백이십일, DCCXXI, 2D116) = 7×103
  - 219번째 반소수, 16번째 중심있는 육각수.
- 722 (칠백이십이, DCCXXII, 2D216) = 2×192
- 723 (칠백이십삼, DCCXXIII, 2D316) = 3×241
  - 220번째 반소수.
- 724 (칠백이십사, DCCXXIV, 2D416) = 22×181
  - 173부터 191까지 연속하는 네 소수의 합, 연속하는 두 짝수(18, 20)의 제곱합.
- 725 (칠백이십오, DCCXXV, 2D516) = 52×29
  - 피타고라스 삼조의 빗변의 길이. ({\displaystyle 725^{2}=333^{2}+644^{2}=364^{2}+627^{2}})
  - {\displaystyle 725=10^{2}+15^{2}+20^{2}}
- 726 (칠백이십육, DCCXXVI, 2D616) = 2×3×112
  - 59번째 불가촉수, 11번째 십오각수, 11번째 오각뿔수.
- 727 (칠백이십칠, DCCXXVII, 2D716): 129번째 소수.
  - 15번째 회문 소수.
- 728 (칠백이십팔, DCCXXVIII, 2D816) = 23×7×13
  - 연속하는 두 짝수(26, 28)의 곱.
  - 7부터 13까지 연속하는 자연수 7개의 제곱합.
  - 연속하는 두 짝수(6, 8)의 세제곱합.
- 729 (칠백이십구, DCCXXIX, 2D916) = 36 = 93 = 272

### 730~739
- 730 (칠백삼십, DCCXXX, 2DA16) = 2×5×73
  - 95번째 쐐기수, 10번째 십팔각수.
  - 10부터 14까지 연속하는 자연수 5개의 제곱합.
- 731 (칠백삼십일, DCCXXXI, 2DB16) = 17×43
  - 221번째 반소수.
- 732 (칠백삼십이, DCCXXXII, 2DC16) = 22×3×61
  - 60번째 불가촉수.
- 733 (칠백삼십삼, DCCXXXIII, 2DD16): 130번째 소수.
  - 피타고라스 삼조의 빗변의 길이. ({\displaystyle 733^{2}=108^{2}+725^{2}})
- 734 (칠백삼십사, DCCXXXIV, 2DE16) = 2×367
  - 222번째 반소수.
  - 12부터 15까지 연속하는 네 자연수의 제곱합.
- 735 (칠백삼십오, DCCXXXV, 2DF16) = 3×5×72
- 736 (칠백삼십육, DCCXXXVI, 2E016) = 25×23
  - 16번째 팔각수, 15번째 중심있는 칠각수.
- 737 (칠백삼십칠, DCCXXXVII, 2E116) = 11×67
  - 회문수, 223번째 반소수.
- 738 (칠백삼십팔, DCCXXXVIII, 2E216) = 2×32×41
  - 61번째 불가촉수.
- 739 (칠백삼십구, DCCXXXIX, 2E316): 131번째 소수.
  - 32번째 슈퍼 소수.

### 740~749
- 740 (칠백사십, DCCXL, 2E416) = 22×5×37
- 741 (칠백사십일, DCCXLI, 2E516) = 3×13×19
  - 96번째 쐐기수, 38번째 삼각수.
- 742 (칠백사십이, DCCXLII, 2E616) = 2×7×53
  - 97번째 쐐기수, 14번째 십각수, 7번째 이십면체수.
- 743 (칠백사십삼, DCCXLIII, 2E716): 132번째 소수.
  - 33번째 소피 제르맹 소수(↔ 1487).
- 744 (칠백사십사, DCCXLIV, 2E816) = 23×3×31
- 745 (칠백사십오, DCCXLV, 2E916) = 5×149
  - 224번째 반소수.
- 746 (칠백사십육, DCCXLVI, 2EA16) = 2×373
  - 225번째 반소수.
- 747 (칠백사십칠, DCCXLVII, 2EB16) = 32×83
  - 회문수.
- 748 (칠백사십팔, DCCXLVIII, 2EC16) = 22×11×17
  - 62번째 불가촉수.
  - 4부터 7까지 연속하는 네 자연수의 세제곱합.
- 749 (칠백사십구, DCCXLIX, 2ED16) = 7×107
  - 226번째 반소수.

### 750~759
- 750 (칠백오십, DCCL, 2EE16) = 2×3×53
  - 63번째 불가촉수.
  - {\displaystyle 750={\frac {3}{4}}\times 10^{3}}
- 751 (칠백오십일, DCCLI, 2EF16): 133번째 소수.
- 752 (칠백오십이, DCCLII, 2F016) = 24×47
- 753 (칠백오십삼, DCCLIII, 2F116) = 3×251
  - 227번째 반소수.
- 754 (칠백오십사, DCCLIV, 2F216) = 2×13×29
  - 98번째 쐐기수.
- 755 (칠백오십오, DCCLV, 2F316) = 5×151
  - 228번째 반소수.
- 756 (칠백오십육, DCCLVI, 2F416) = 22×33×7
  - 64번째 불가촉수.
  - 연속하는 두 자연수(27, 28)의 곱.
- 757 (칠백오십칠, DCCLVII, 2F516): 134번째 소수.
  - 16번째 회문 소수.
  - 피타고라스 삼조의 빗변의 길이. ({\displaystyle 468^{2}+595^{2}=757^{2}})
- 758 (칠백오십팔, DCCLVIII, 2F616) = 2×379
  - 229번째 반소수.
- 759 (칠백오십구, DCCLIX, 2F716) = 3×11×23
  - 99번째 쐐기수.

### 760~769
- 760 (칠백육십, DCCLX, 2F816) = 23×5×19
  - 23번째 중심있는 삼각수.
  - 8부터 16까지 연속하는 짝수 5개의 제곱합.
- 761 (칠백육십일, DCCLXI, 2F916): 135번째 소수.
  - 34번째 소피 제르맹 소수(↔ 1523), 20번째 중심있는 사각수.
- 762 (칠백육십이, DCCLXII, 2FA16) = 2×3×127
  - 100번째 쐐기수.
- 763 (칠백육십삼, DCCLXIII, 2FB16) = 7×109
  - 230번째 반소수.
- 764 (칠백육십사, DCCLXIV, 2FC16) = 22×191
  - 6부터 13까지 연속하는 자연수 8개의 제곱합.
- 765 (칠백육십오, DCCLXV, 2FD16) = 32×5×17
- 766 (칠백육십육, DCCLXVI, 2FE16) = 2×383
  - 231번째 반소수, 65번째 불가촉수, 18번째 중심있는 오각수.
  - 연속하는 세 삼각수(10, 15, 21)의 제곱합.
- 767 (칠백육십칠, DCCLXVII, 2FF16) = 13×59
  - 회문수, 232번째 반소수.
- 768 (칠백육십팔, DCCLXVIII, 30016) = 28×3
  - 66번째 불가촉수.
- 769 (칠백육십구, DCCLXIX, 30116): 136번째 소수.
  - 16번째 프로트 소수({\displaystyle 769=3\times 2^{8}+1}).

### 770~779
- 770 (칠백칠십, DCCLXX, 30216) = 2×5×7×11
  - 연속하는 세 자연수(15, 16, 17)의 제곱합.
- 771 (칠백칠십일, DCCLXXI, 30316) = 3×257
  - 233번째 반소수.
- 772 (칠백칠십이, DCCLXXII, 30416) = 22×193
- 773 (칠백칠십삼, DCCLXXIII, 30516): 137번째 소수.
  - 33번째 슈퍼 소수, 14번째 테트라나치 수.
  - {\displaystyle 773=8^{2}+15^{2}+22^{2}}
  - 피타고라스 삼조의 빗변의 길이. ({\displaystyle 773^{2}=195^{2}+748^{2}})
- 774 (칠백칠십사, DCCLXXIV, 30616) = 2×32×43
  - {\displaystyle 774=9^{2}+12^{2}+15^{2}+18^{2}=1^{2}+8^{2}+15^{2}+22^{2}}
- 775 (칠백칠십오, DCCLXXV, 30716) = 52×31
  - 3부터 7까지 연속하는 자연수 5개의 세제곱합.
- 776 (칠백칠십육, DCCLXXVI, 30816) = 23×97
  - 연속하는 세 짝수(14, 16, 18)의 제곱합.
- 777 (칠백칠십칠, DCCLXXVII, 30916) = 3×7×37
  - 회문수, 101번째 쐐기수.
- 778 (칠백칠십팔, DCCLXXVIII, 30A16) = 2×389
  - 234번째 반소수.
- 779 (칠백칠십구, DCCLXXIX, 30B16) = 19×41
  - 235번째 반소수.

### 780~789
- 780 (칠백팔십, DCCLXXX, 30C16) = 22×3×5×13
  - 39번째 삼각수.
- 781 (칠백팔십일, DCCLXXXI, 30D16) = 11×71
  - 236번째 반소수, 11번째 십육각수.
- 782 (칠백팔십이, DCCLXXXII, 30E16) = 2×17×23
  - 102번째 쐐기수, 67번째 불가촉수, 23번째 오각수.
- 783 (칠백팔십삼, DCCLXXXIII, 30F16) = 33×29
  - 18번째 칠각수.
  - 연속하는 두 홀수(27, 29)의 곱.
  - 2부터 7까지 연속하는 자연수 6개의 세제곱합.
- 784 (칠백팔십사, DCCLXXXIV, 31016) = 24×72 = 282
  - 68번째 불가촉수.
- 785 (칠백팔십오, DCCLXXXV, 31116) = 5×157
  - 237번째 반소수.
  - 피타고라스 삼조의 빗변의 길이. ({\displaystyle 785^{2}=56^{2}+783^{2}=273^{2}+736^{2}})
- 786 (칠백팔십육, DCCLXXXVI, 31216) = 2×3×131
  - 103번째 쐐기수.
  - {\displaystyle 786=13^{2}+16^{2}+19^{2}}
- 787 (칠백팔십칠, DCCLXXXVII, 31316): 138번째 소수.
  - 17번째 회문 소수.
- 788 (칠백팔십팔, DCCLXXXVIII, 31416) = 22×197
- 789 (칠백팔십구, DCCLXXXIX, 31516) = 3×263
  - 238번째 반소수.

### 790~799
- 790 (칠백구십, DCCXC, 31616) = 2×5×79
  - 104번째 쐐기수.
- 791 (칠백구십일, DCCXCI, 31716) = 7×113
  - 239번째 반소수.
  - 79 이하의 모든 소수의 합.
- 792 (칠백구십이, DCCXCII, 31816) = 23×32×11
  - 69번째 불가촉수, 8번째 삼십각수.
  - 연속하는 세 짝수(4, 6, 8)의 세제곱합.
- 793 (칠백구십삼, DCCXCIII, 31916) = 13×61
  - 240번째 반소수, 13번째 십이각수.
  - 피타고라스 삼조의 빗변의 길이. ({\displaystyle 793^{2}=168^{2}+775^{2}=432^{2}+665^{2}})
  - 연속하는 두 세제곱수(8, 27)의 제곱합.
- 794 (칠백구십사, DCCXCIV, 31A16) = 2×397
  - 241번째 반소수.
  - 연속하는 두 개의 중심있는 사각수(13, 25)의 제곱합.
- 795 (칠백구십오, DCCXCV, 31B16) = 3×5×53
  - 105번째 쐐기수.
- 796 (칠백구십육, DCCXCVI, 31C16) = 22×199
- 797 (칠백구십칠, DCCXCVII, 31D16): 139번째 소수.
  - 34번째 슈퍼 소수, 18번째 회문 소수.
  - 피타고라스 삼조의 빗변의 길이. ({\displaystyle 797^{2}=555^{2}+572^{2}})
- 798 (칠백구십팔, DCCXCVIII, 31E16) = 2×3×7×19
- 799 (칠백구십구, DCCXCIX, 31F16) = 17×47
  - 242번째 반소수.